# 1944년 베수비오산 분화

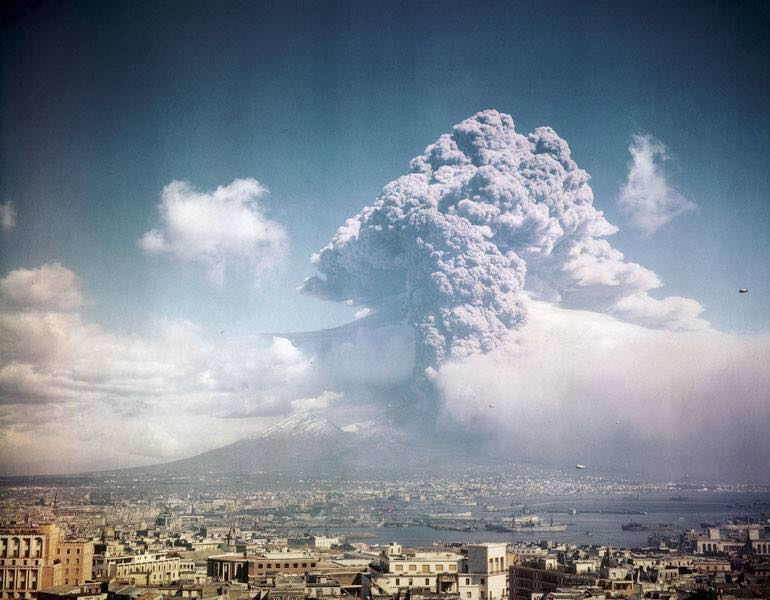
1944년 베수비오산 분화

1944년 베수비오산 분화는 1944년 3월 이탈리아 베수비오산이 분화한 사건을 말한다. 이 분화는 역사상 마지막으로 관측된 분화로서 인근 마을인 마사디소마와 산세바스티아노를 파괴하고, 오타비아노와 남부 일대에는 화산재가 흩뿌려졌다. 분화구에서는 800m 높이까지 용암이 치솟았으며 산세바스티아노에서는 26명이 화산쇄설류로 화상을 입었다. 당시 제2차 세계 대전으로 나폴리 일대를 점령 중이던 연합군도 베수비오산 분화로 영향을 받았다. 이 때의 분화를 끝으로 베수비오산은 휴면기에 접어들었으며, 분화구에는 암석이 들어차 평상시에 피어오르던 연기 기둥은 볼 수 없게 되었다.